# Zeche Gitzkiel
Die Zeche Gitzkiel ist ein ehemaliges Steinkohlenbergwerk in Essen-Holsterhausen. Die Zeche war auch unter dem Namen Zeche auf’m Gitzkiel bekannt und ist vermutlich aus der Zeche Gitz Seyl entstanden. Das Bergwerk befand sich südlich von Hagenbeck, im Bereich des Mühlenbachtales.

## Geschichte
Im Jahr 1744 wurde die erste Mutung eingelegt. Im Mutschein lautete die Ortsbezeichnung „eine seit vielen Jahren nicht bearbeitete Kohlenbank“. Im Jahr 1765 erfolgte eine erneute Belehnung. Bereits vor dem Jahr 1803 kam es zur zumindest teilweisen Vereinigung mit der Zeche Luseharke zur Zeche Gitzkiel & Luseharke. Im Jahr 1804 waren die Schächte Bremer und Theodor in Betrieb, im Jahr 1809 der Schacht Adelkamp und im Jahr 1812 waren die Schächte Emilius und Heinrich in Betrieb. Über diese Schächte wurde im oberflächennahen Bereich Steinkohle abgebaut. Im Jahr 1813 wurde das Bergwerk zunächst stillgelegt, ab Dezember desselben Jahres wurden dann die restlichen Kohlenpfeiler abgebaut. Im Jahr 1815 wurde die Zeche erneut stillgelegt. Im Jahr 1846 erfolgte die erneute Verleihung unter dem Namen Gitzkiel. Im Jahr 1856 kam es zur Konsolidation mit der Zeche Humboldt.

### Gitz Seyl
Über die Zeche Gitz Seyl wird nur wenig berichtet. Etwa um das Jahr 1693, vermutlich schon früher, wurde das Bergwerk im fürstäbtissinschen Archiv als Kohlenwerk erwähnt. Im Jahr 1744 kam es zur erneuten Mutung unter dem Namen Gitzkiel. Somit sind beide Zechen entweder identisch oder die Zeche Gitzkiel ist der Nachfolgebetrieb der Zeche Gitz Seyl.

### Luseharke
Die Zeche Luseharke in Essen-Holsterhausen war auch bekannt unter den Namen Zeche Lauseharke, Zeche Lüßerharke und Zeche Luseharker Bänksgen. Bereits zwischen den Jahren 1575 und 1800 wird das Bergwerk im  fürstäbtissinschen Archiv erwähnt. Etwa um das Jahr 1730 wurde vom Mühlbachtal aus ein Stollen in nördlicher Richtung aufgefahren. Da kein Absatz für die Kohlen erzielt werden konnte, wurde der Stollen wieder liegen gelassen. Noch vor dem Jahr 1803 konsolidierte die Zeche Luseharke mit der Zeche Gitzkiel zur Zeche Gitzkiel & Luseharke.

### Gitzkiel & Luseharke
Die Zeche Gitzkiel & Luseharke in Essen-Fulerum ist entstanden aus einer Vereinigung, wahrscheinlich nur von Teilbereichen, der Zechen Gitzkiel und Luseharke. Das Bergwerk ging zunächst in Betrieb, wurde aber kurz danach stillgelegt. Im Jahr 1846 wurde das Feld unter dem Namen Gitzkiel neu verliehen.